# ريب أندرسون
تينشين زينكي ريب أندرسون، ولد فسنة 1943 وهو مدرس زِن وحامل نسب في تقليد زِن السوتو من معلم الزِن شونريو سوزوكي. وهو مدرس دارما في مركز سان فرانسيسكو للزِن وفي مركز مزرعة "جرين جولش زين" في مقاطعة مارين، كاليفورنيا، حيث يعيش. ووفقاً للكاتب جيمس إشمايل فورد، فإنَّ ريب أندرسون هو أحد أبرز معلمي زن الغربيين المعاصرين.

## سيرته شخصية
وُلد ريب أندرسون باسم هارولد أندرسون  في ميسيسيبي عام 1943 ونشأ في مينيسوتا. ترك والده العائلة عندما كان أندرسون في الحادية عشرة من عمره. في شبابه، كان أندرسون ملاكماً في منافسات القفازات الذهبية. طوَّر أندرسون اهتماماً بالبوذية عندما كان لا يزال في سن المراهقة. في عام 1967، تخلَّى أندرسون عن دراساته العليا في علم النفس والرياضيات من أجل دراسة زِن السوتو تحت إشراف شونريو سوزوكي في مركز سان فرانسيسكو للزِن.
تم ترسيم أندرسون ككاهن في عام 1970 من قبل سوزوكي، الذي أطلق على أندرسون الاسم البوذي تينشين زينكي (بليابانية: 天 眞 全 機). في عام 1983، تلقى أندرسون الدارما من معلم الزِن "زينتاتسو ريتشارد بيكر" ، ليصبح أول وريث دارما لبيكر. ومع ذلك، عندما أُجبر بيكر على الاستقالة وسط شكاوى بشأن علاقاته مع عضوات مركز الزِن وبسبب شرائه سلعاً فاخرة باهظة الثمن، ادعى بيكر أنَّ أندرسون لم يُكمل طقوس تلقيّ الدارما بالكامل. عارض مجلس إدارة مركز سان فرانسيسكو للزِن هذا الادعاء، مقرراً أنَّ أندرسون سيكون وريث الدارما لبيكر.  بعد استقالة بيكر، حلَّ أندرسون محله كرئيس للمركز.

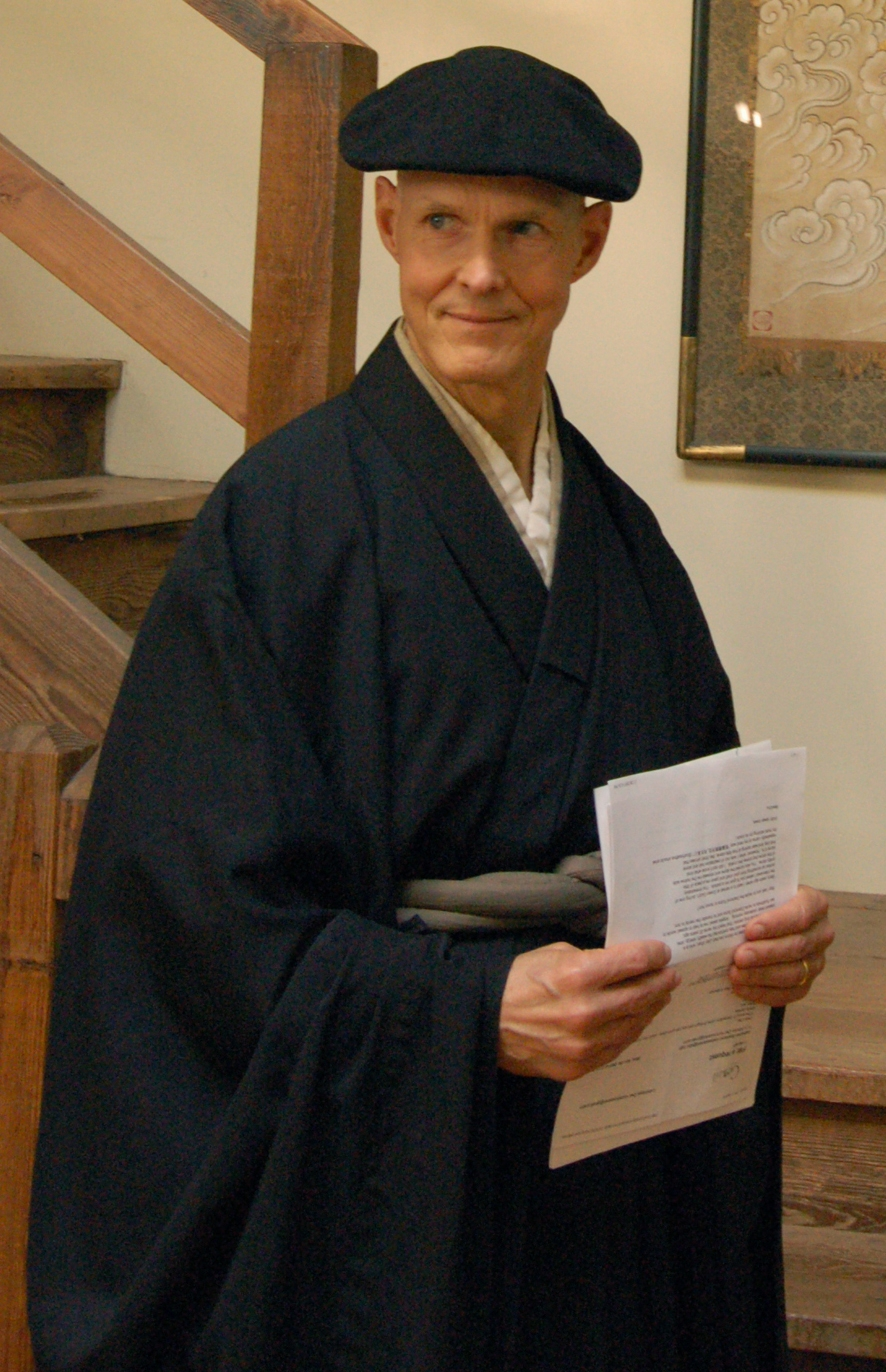
تينشين ريب أندرسون

في حادثة مثيرة للجدل، أثناء ممارسته لرياضة الجري في غولدن غيت بارك في عام 1983، وجد أندرسون جثة لرجل مصاب برصاصة في الرأس ووجد مسدساً في مكان قريب. عاد أندرسون إلى الجثة على مدى عدة أيام للتأمل في الجثة، وفي إحدى الزيارات أخذ المسدس. في عام 1987، تم سرقة أندرسون على بعد مبنى واحد من مركز سان فرانسيسكو للزِن. استعاد أندرسون المسدس الفارغ من السارق وطارده إلى بناء قريب، حيث تم القبض على كليهما بسرعة. أرسل مجلس إدارة مركز الزِن أندرسون ليبقى في إجازة لمدة ستة أشهر. بعد عودته، شغل أندرسون منصب رئيس الدير مع ميل ويتسمان حتى عام 1995. فيما يتعلق بهذه الحادثة، كتب أندرسون عن ندمه والبصيرة التي اكتسبها من هذه التجربة.
في أكتوبر من عام 1999، أصيب أندرسون بنوبة قلبية أثناء التدريس. وخضع لاحقاً لعملية طارئة وناجحة لرأب الأوعية. أندرسون متزوج من روسا تشيو، وهي محللة نفسية في إطار المدرسة اليونغية. لدى أندرسون ابنتان، ديبورا سافران وتيا أندرسون، وأربعة أحفاد.

## أسلوب التدريس
بحسب جيمس إشمايل فورد فإنَّ «أندرسون روشي هو واحد من أوائل الأشخاص الذين عملوا بجد لجلب الدراسات عن دوغِن إلى العالم الغربي. لقد قام بإثراء نظرة الزِن التقليدية تجاه علم النفس من خلال الاعتماد على المصادر البوذية القديمة الأخرى، بما في ذلك تعليم ابهيدهارما ويوغاشارا، بينما تمتَّع في نفس الوقت بإطلاعه العميق على النظريات الغربية في هذه المجالات.».  وبالنسبة لبعض الطلاب فإنَّ «أسلوب تدريب ريب يمكن أنْ يُقارن مع الساموراي اليابانين الأسطورين، المحاربون الذين تدربوا في أديرة الزن في العصور الوسطى.» 

## قائمة المراجع
1. 1 2 3 4  Ford، James Ishmael (2006). Zen Master Who?: A Guide to the People and Stories of Zen. Boston: Wisdom Publications. ص. 127–128. ISBN:0861715098. OCLC:70174891.
2. ↑  Prebish، Charles S.؛ Baumann، Martin (2002). Westward Dharma: Buddhism Beyond Asia. Berkeley: University of California Press. ص. 237. ISBN:0520226259. OCLC:48871649. مؤرشف من الأصل في 2022-01-26.
3. ↑  Anderson 2005
4. 1 2  Downing، Michael (2001). Shoes Outside the Door: Desire, Devotion, and Excess at San Francisco Zen Center. Washington, DC: Counterpoint. ص. 15–16. ISBN:1582431132. OCLC:46793103.
5. ↑  Gach، Gary (1998). What Book!?: Buddha Poems from Beat to Hiphop. Berkeley: Parallax Press. ص. 210. ISBN:0938077929. OCLC:38324499.
6. ↑  Downing 2001
7. ↑  Anderson 2001
8. ↑  "A Buddhist sect's top priest is taking a voluntary..." United Press International. UPI. 16 يونيو 1987. مؤرشف من الأصل في 2018-02-08. اطلع عليه بتاريخ 2018-02-07.
9. ↑  Anderson 2001: "On both a personal and a professional level, I am still dealing with the consequences of this episode. Some people felt that I had committed an irrevocable betrayal of trust, and have discounted me and my teaching ever since. Others were more forgiving, but their trust in me and my integrity was permanently shaken. Even newer students, who come to Zen Center and find out about these incidents, are sometimes confused and question whether I can be their teacher. These events are a helpful reminder—both to me and to others—of my vulnerability to arrogance and inflation. I see how my empowerment to protect and care for the Triple Treasure inflated my sense of personal authority, and thus detracted from and disparaged the Triple Treasure. This ancient twisted karma I now fully avow."
10. ↑  Chadwick، David (20 أكتوبر 1999). "Cuke Sangha News through '07". cuke.com. مؤرشف من الأصل في 2019-06-20. اطلع عليه بتاريخ 2013-02-12. {{استشهاد ويب}}: الوسيط |ref=harv غير صالح (مساعدة)